# العلاقات الأيرلندية الرواندية
العلاقات الأيرلندية الرواندية هي العلاقات الثنائية التي تجمع بين جمهورية أيرلندا ورواندا.

## مقارنة بين البلدين
هذه مقارنة عامة ومرجعية للدولتين:
| وجه المقارنة                                              | جمهورية أيرلندا                                       | رواندا                                        |
| --------------------------------------------------------- | ----------------------------------------------------- | --------------------------------------------- |
| المساحة (كم2)                                             | 70.27 ألف                                             | 26.34 ألف                                     |
| عدد السكان (نسمة)                                         | 4.76 مليون                                            | 12.21 مليون                                   |
| الكثافة السكانية (ن./كم²)                                 | 67.74                                                 | 463.55                                        |
| العاصمة                                                   | دبلن                                                  | كيغالي                                        |
| اللغة الرسمية                                             | اللغة الأيرلندية، لغة إنجليزية، الإنجليزية الأيرلندية | اللغة الكينيارواندا، لغة إنجليزية، لغة فرنسية |
| العملة                                                    | جنيه أيرلندي، يورو، عملات اليورو الأيرلندية           | فرنك رواندي                                   |
| الناتج المحلي الإجمالي (بليون دولار)                      | 333.73 مليار                                          | 9.14 مليار                                    |
| الناتج المحلي الإجمالي (تعادل القوة الشرائية) بليون دولار | 318.16 مليار                                          | 20.46 مليار                                   |
| الناتج المحلي الإجمالي الاسمي للفرد دولار أمريكي          | 61.13 ألف                                             | 697                                           |
| الناتج المحلي الإجمالي للفرد دولار أمريكي                 |                                                       | 1.66 ألف                                      |
| مؤشر التنمية البشرية                                      | 0.916                                                 | 0.483                                         |
| رمز المكالمات الدولي                                      | +353                                                  | +250                                          |
| رمز الإنترنت                                              | .ie                                                   | .rw                                           |
| المنطقة الزمنية                                           | 00، ت ع م+01:00، أوروبا/دبلن ‏                         | ت ع م+02:00                                   |

## منظمات دولية مشتركة
يشترك البلدان في عضوية مجموعة من المنظمات الدولية، منها:
| علم المنظمة | اسم المنظمة                               | تاريخ انضمام جمهورية أيرلندا | تاريخ انضمام رواندا |
| ----------- | ----------------------------------------- | ---------------------------- | ------------------- |
|             | مؤسسة التنمية الدولية                     | 22 ديسمبر 1960               | 30 سبتمبر 1963      |
|             | يونسكو                                    | 3 أكتوبر 1961                | 7 نوفمبر 1962       |
|             | وكالة ضمان الاستثمار متعدد الأطراف        | 27 أكتوبر 1989               | 27 سبتمبر 2002      |
|             | الأمم المتحدة                             | 14 ديسمبر 1955               | 18 سبتمبر 1962      |
|             | الاتحاد البريدي العالمي                   | ?                            | ?                   |
|             | البنك الدولي للإنشاء والتعمير             | 8 أغسطس 1957                 | 30 سبتمبر 1963      |
|             | الاتحاد الدولي للاتصالات                  | 8 ديسمبر 1923                | 12 ديسمبر 1962      |
|             | منظمة حظر الأسلحة الكيميائية              | ?                            | ?                   |
|             | مؤسسة التمويل الدولية                     | 11 سبتمبر 1958               | 6 نوفمبر 1975       |
|             | المركز الدولي لتسوية المنازعات الاستشارية | 7 مايو 1981                  | 14 نوفمبر 1979      |
|             | منظمة التجارة العالمية                    | ?                            | ?                   |
|             | منظمة الشرطة الجنائية الدولية             | ?                            | ?                   |

## أعلام
هذه قائمة لبعض الشخصيات التي تربطها علاقات بالبلدين:
- كريستوفر سيمبسون (1975 – )

## وصلات خارجية
- موقع وزارة الخارجية الأيرلندية
- موقع وزارة الخارجية الرواندية